# Подвиги Геракла: Геракл у царстві тіней
«Подвиги Геракла: Геракл у царстві тіней» (італ. Ercole al centro della Terra) — італійський фільм 1961 року.

## Сюжет
Підступний чаклун Ліко мріє стати правителем Ікалії. За допомогою магії він перетворює законну спадкоємицю трону Дайанару на безпам'ятну і бездушну істоту. Закоханий в неї Геракл відправляється в царство Аїда, де повинен дістати камінь життя, який допоможе врятувати Дайанару. Разом з ним відправляються його друзі Тесей і Телемах. На своєму шляху вони зустрінуть безліч небезпек і смертельних пасток, а також прекрасну дочку Плутона.

## У ролях
| Актор            | Роль              |
| ---------------- | ----------------- |
| Рег Парк         | Геркулес          |
| Крістофер Лі     | Король Ліко       |
| Леонора Руффо    | Принцеса Дайанару |
| Джордж Ардіссон  | Тесей             |
| Маріса Беллі     | Аретуза           |
| Іда Галлі        | Персефона         |
| Франко Джакобіні | Телемах           |
| Міно Доро        | Керос             |
| Моніка Нері      | Гелена            |
| Елі Драго        | Иокаста           |
| Гая Германі      | Медея             |